# 保尔斯
保尔斯，是西班牙加泰罗尼亚塔拉戈纳省的一个市镇。总面积44平方公里，总人口629人（2001年），人口密度14人/平方公里。